# Cường Lợi, Thái Nguyên
Cường Lợi là xã cực đông của tỉnh Thái Nguyên, Việt Nam. Xã giáp với hai tỉnh Lạng Sơn và Cao Bằng.

## Địa lý
Xã Cường Lợi có vị trí địa lý:
- Phía đông giáp tỉnh Lạng Sơn
- Phía tây giáp xã Văn Lang và xã Thượng Quan
- Phía nam giáp xã Na Rì
- Phía bắc giáp tỉnh Lạng Sơn, tỉnh Cao Bằng, xã Thượng Quan.

Xã Cường Lợi có diện tích 117,85 km², dân số năm 2025 là 5.731 người.
Trên địa bàn xã có khá nhiều khe suối lớn nhỏ như Bản Poi, Khuổi Rịa, khuổi Tàn, khuổi Hủ, khuổi Mụ.

## Lịch sử
Ngày 10 tháng 1 năm 2020, Ủy ban Thường vụ Quốc hội ban hành nghị quyết về việc sắp xếp các đơn vị hành chính cấp xã thuộc tỉnh Bắc Kạn (có hiệu lực từ ngày 1 tháng 2 năm 2020), theo đó sáp nhập toàn bộ 10,56 km² diện tích tự nhiên và 852 người thuộc 7 thôn: Nà Ca, Pò Pheo, Thôm Bả, Pò Rản, Pò Lải, Pò Cạu, Nà Cằm của xã Văn Học vừa giải thể và xã Vũ Loan thành xã Văn Vũ; sáp nhập toàn bộ 3,94 km² diện tích tự nhiên và 159 người thuộc thôn Nà Tát của xã Văn Học; toàn bộ 4,40 km² diện tích tự nhiên và 357 người thuộc 2 thôn: Nà Sang, Nà Khun của xã Lương Hạ vừa giải thể vào xã Cường Lợi..
Tháng 6 năm 2025, xã Cường Lợi hiện tại được thành lập trên cơ sở nhập toàn bộ diện tích tự nhiên, quy mô dân số của xã Văn Vũ (diện tích tự nhiên là 89,48 km², dân số là 3.059 người) và xã Cường Lợi (diện tích tự nhiên là 28,37 km², dân số là 2.672 người) của huyện Na Rì. Trụ sở làm việc của xã nằm tại xã Cường Lợi cũ.

## Hành chính
Đến năm 2019, xã Cường Lợi có bảy thôn là
Nà Nưa, Nà Khưa, Pò Nim, Nặm Dắm, Nà Đeng, Nà Chè, Nà Sla
Xã Văn Học có tám thôn là Thôm Bả, Nà Ca, Pò Phyeo, Pò Rản, Pò Lải, Pò Cạu, Nà Cằm, Nà Tát.
Xã Vũ Loan có 15 thôn là Nà Quáng, Bản Đâng, Pò Duốc, Khuổi Mụ, Thôm Khinh, Nà Deng, Khuổi Vạc, Khuổi Phầy, Pác Thôm, Thôm Eng, Chang Ngòa, Thôm Khon, Khuổi Tàn, Nặm Rặc, Nà Chia.

## Văn hóa

### Danh nhân
- Nông Đức Mạnh, Chủ tịch Quốc hội Việt Nam: 1992-2001, Tổng Bí thư Ban Chấp hành Trung ương Đảng Cộng sản Việt Nam: 2001-2011.[4]

### Đền Phja Đeng
Đền Phja Đeng là một di tích lịch sử văn hóa thuộc xã Cường Lợi, huyện Na Rì, tỉnh Bắc Kạn. Đây là di tích thờ Vua Đinh Tiên Hoàng và Nùng Trí Cao. Việc xuất hiện hai nhân vật lịch sử này tại cùng một ngôi đền cho thấy sự giao thoa văn hóa giữa cộng đồng người dân tộc Kinh với cộng đồng các dân tộc thiểu số Tày, Nùng.